# Lake Linden
Lake Linden est un village du comté de Houghton, dans l'État du Michigan, aux États-Unis. En 2020, il comptait une population de 1 014 habitants.